# Релаєбілізм
Релаєбілізм — категорія епістемологічних теорій, висунута як теорія обґрунтованості і знання. Надійність процесів використовується як аргумент проти філософського скептицизму, наприклад , уявного експерименту мозку у колбі.  Процес реліабілізму є формою епістемічного екстерналізму. 

## Огляд
Релаєбілістська теорія знання приблизно виглядає так:
Хтось знає p ( p — будь-яке твердження,  наприклад, "небо блакитне") тоді, коли p істинне, хтось вірить, що p істинне, і хтось прийшов до переконання, що p істинне певним надійним процес пізнання.
Релаєбілістська теорія обґрунтованої віри приблизно виглядає так:
Людина має обґрунтоване переконання щодо p тоді, коли переконання є результатом надійного процесу.
Крім того, подібне пояснення можна надати (і розгорнуту версію цього дав Елвін Плантінга ) для таких понять, як «виправдана віра» або «епістемічно раціональна віра».
Серед провідних прихильників релаєбілізму були Елвін Голдман, Маршалл Суейн, Кент Бах і Елвін Плантінга. Стаття Голдмана « Каузальна теорія пізнання » ( Journal of Philosophy, 64 (1967), стор. 357–372) вважається першим повним описом теорії, хоча Д. М. Армстронг також вважається важливим джерелом, і (згідно з Г’ю Меллором ) Френк Ремсі був першим, хто побіжно висловив теорію релаєбілізму.
Один класичний або традиційний аналіз «знання» є обґрунтованою істинною вірою . Для того, щоб мати дійсне твердження про знання для будь-якої пропозиції, потрібно мати виправдане переконання, що віра «p» і «p» мають бути істинними. Оскільки Геттьє  запропонував свої контрприклади, традиційний аналіз включав додаткове твердження, що знання повинно бути більш ніж виправданим справжнім переконанням. Релаєбілістські теорії знання іноді розглядають як альтернативу теорії, де переконання вважають продуктом надійного процесу, замість обґрунтування всього необхідного. Проте релаєбілізм слід розглядати як подальше уточнення традиційного аналізу, де він розглядає частину "виправдання" як процеси, які визначаються як надійні. Не всі релаєбілісти підтримують ці виправдання.

## Заперечення
Дехто вважає релаєбілізм обґрунтування небажаним, бо він тягне за собою екстерналізм. Більшість прихильників надійності стверджують, що віра може бути виправдана або може становити знання, навіть якщо віруючий не знає або не розуміє процесу, який робить віру надійною. Реліабілісти і екстерналісти, захищаючи цю точку зору, наводять приклади простих актів сприйняття: якщо хтось бачить птаха на дереві за вікном і отримує переконання, що на цьому дереві є птах, він може не розуміти когнітивні процеси, що відповідають за успішне сприйняття; але той факт, що процеси працювали надійно, пояснює, чому віра виправдана. Коротше кажучи, людина може вірити у птаха, і ця віра буде виправданою, навіть якщо вона не знає процесів, які привели до віри.
Ще одне з найпоширеніших заперечень проти релаєбілізму, висунуте спочатку надійній процесній теорії знання Голдмана, а пізніше й іншим реліабілістським теоріям, — це так звана проблема загальності.  Для будь-якого виправданого переконання можна ідентифікувати багато різних процесів, результатом яких є переконання. Наприклад, віра в те, що на дереві за вікном живе птах, може бути результатом процесів формування переконань на основі чуттєвого сприйняття, візуального чуттєвого сприйняття через непрозорі поверхні при денному світлі і т.д. Деякі з цих процесів можуть бути статистично надійними, а інші – ні. Однак краще говорити не про те, який саме процес призвів до переконання, а як описати процес на різних рівнях загальності, на яких його можна точно описати.
Подібне заперечення сформулював Стівен Стіч у «Роздробленості розуму» . Релаєбілізм стверджує, що переконання мають бути обґрунтовані завдяки надійним процесам у різних можливих сценаріях. Однак, за Стічем, вибір цих сценаріїв відбувається з культурним упередженням. Він не підтримує жодної альтернативної теорії знання або виправдання, вважаючи, що всі пояснення нормативних епістемічних термінів мають культурне упередження, і пропонує прагматичне пояснення.
Ще одне заперечення проти релаєбілізму називається проблемою нового злого демона .  Проблема злого демона спочатку мотивувала скептицизм, але її можна перепрофілювати, щоб заперечити проти релійбілістських звітів таким чином: якщо нашим досвідом керує злий демон, можливо, ми вважаємо, що робимо те, чого не робимо. Однак ці переконання явно виправдані. Роберт Брендом закликав прояснити роль віри в реліабілістських теоріях. Брендом стурбований тим, що реліабілізм може приписувати знання речам, які інакше вважалися б нездатними ними володіти, якщо не підкреслити роль віри. Він приводить приклад папуги, якого навчили реагувати на червоні подразники, кажучи «це червоне». Припущення правдиве, механізм, що його створив, надійний, але Брендом не хоче вважати, що папуга знає, що бачить червоний колір, тому що він вважає, що він не може повірити, що це так. Для Брендома переконання пов'язані з поняттями, і без останнього не може бути першого. Концепції є продуктом "гри в те, щоб давати і питати причини". Таким чином, згідно з Брендомом, знання можуть мати лише ті суб'єкти, які здатні міркувати за допомогою мови в соціальному контексті, оскільки це передбачає віру і має знання. Брендом можна розглядати як змішування екстерналізму та інтерналізму, що дозволяє пояснювати знання надійним зовнішнім процесом, доки той, хто знає, має певне внутрішнє розуміння того, чому віра надійна.

## Зовнішні посилання
- - Релаєбілізм на сайті PhilPapers[en]
  - Zalta, Edward N. (ред.). Reliabilist Epistemology. Stanford Encyclopedia of Philosophy.
  - Reliabilism. Інтернет-енциклопедія філософії.
  - Релаєбілізм на сайті Indiana Philosophy Ontology Project[en]